# 包尔瑙格
包尔瑙格（匈牙利語：Barnag），是匈牙利维斯普雷姆州所辖的一个村，与维斯普雷姆相距约18公里，总面积12.01平方公里，总人口115，人口密度9.6人/平方公里（2010年1月1日）。